# جیمز آدامر
جیمز آدامر (انگلیسی: James Adams (footballer, born 1896)؛ ۷ ژوئیه ۱۸۹۶ – ۱۹۷۳) یک بازیکن فوتبال بود.
از باشگاه‌هایی که در آن بازی کرده‌است می‌توان به باشگاه فوتبال چسترفیلد اشاره کرد.